# Голос

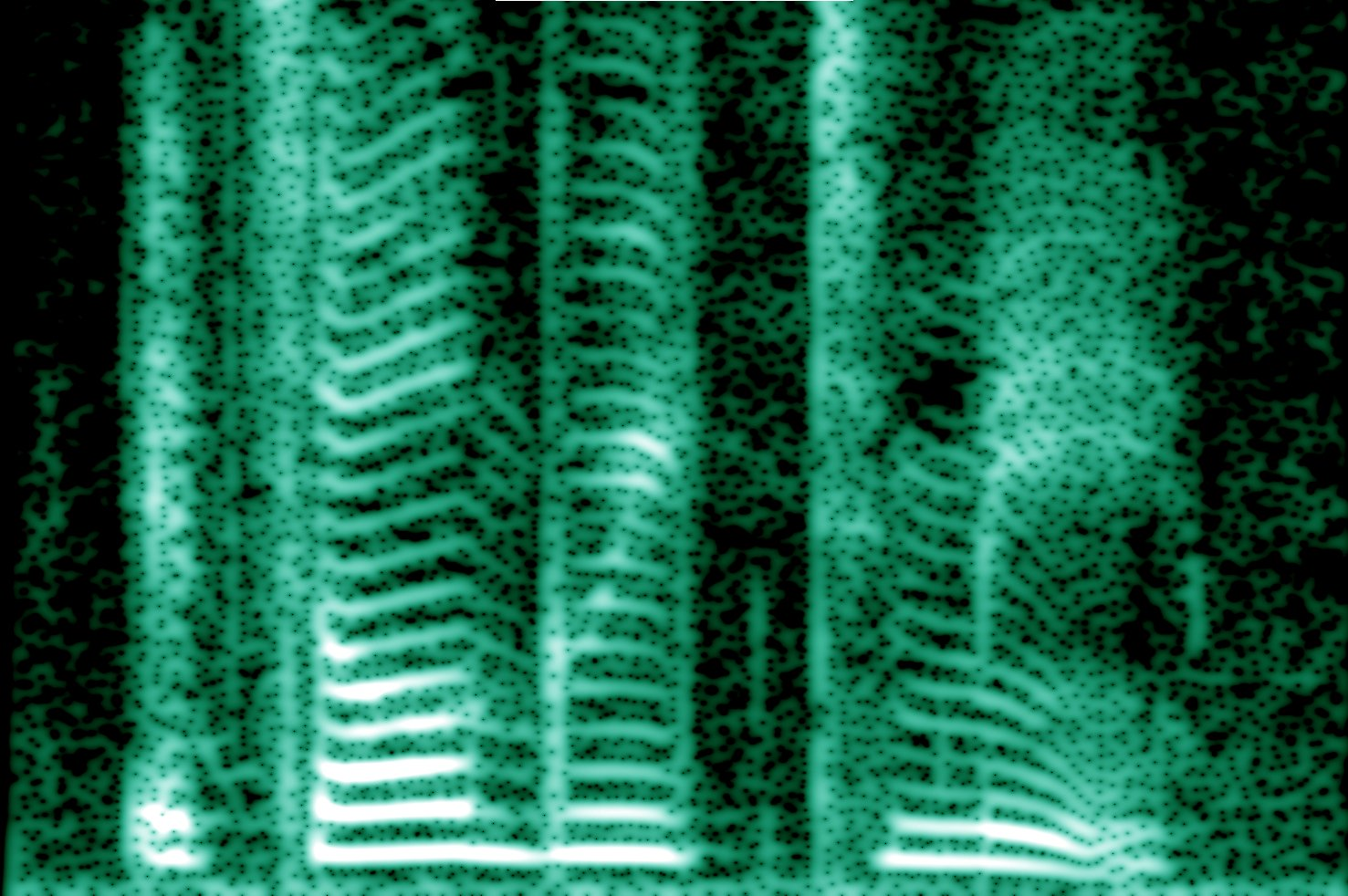
Спектрограмма человеческого голоса раскрывает его богатое гармоническое содержание.

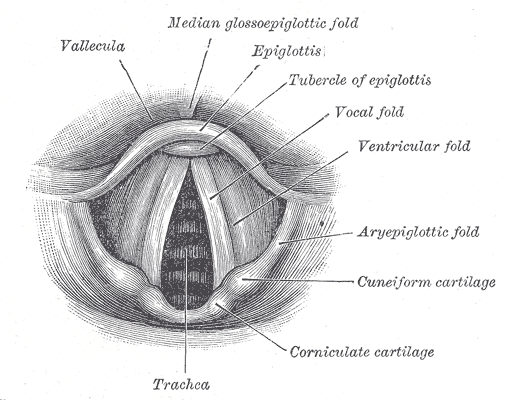
Анатомическая схема голосовых связок или связок с пометкой.

Го́лос (лат. vox) — способность человека издавать звуки при разговоре или пении. 
Голосообразование происходит путём выдыхания воздуха из легких через рот и нос. При этом воздух, проходя по трахее и бронхам, вибрирует и создает звуковые колебания. Голосовые складки участвуют лишь в тонком управлении голосом. Это доказано многочисленными случаями способности извлекать звук людьми, перенесшими травмы складок и гортани и частичное или полное их удаление.
Характерный для каждого человека тембр голоса приобретается в результате прохождения звуковых волн через резонаторы, роль которых выполняют окружающие гортань сверху и снизу воздухоносные полости: ротоглоточная и носовая сверху и трахея с крупными бронхами снизу.

## Голосовой аппарат
В голосовой аппарат человека входят ротовая и носовая полости с придаточными полостями, глотка (верхние резонаторы), гортань с голосовыми складками, трахея и бронхи (нижний резонатор), лёгкие, грудная клетка с дыхательными мышцами и диафрагмой, мышцы брюшной полости. Центральная нервная система организует их функции в единый, целостный процесс звукообразования, являющийся сложным психофизическим актом. Первопричину голосообразования обнаружили ещё в античности, впервые работу гортани живого человека наблюдал Мануэль Гарсиа-младший, изобретя для этого в 1855 году ларингоскоп. До него все исследования производились на трупах, и сложный механизм работы голосовых складок был неясен. К 21 веку с помощью МРТ и высокоскоростной съёмки крошечной камерой, введённой через носовую полость, и других сложных и точных приборов, стал понятен принцип целостности голосового аппарата и уточнены функции всех его частей, роль дыхания, резонаторов и фонетики.
Существует непосредственная взаимосвязь между голосом и слухом: голос не может развиваться без участия слуха, слух не может развиваться без участия голосовых органов. У глухих голос не функционирует, так как нет слуховых восприятий, и, соответственно, стимуляции речедвигательных центров. В то же время, глухие издают неречевые голосовые звуки. При обучении их произношению, голос глухих имеет специфические характеристики.
Голосом человек способен производить огромное множество самых разных звуков, которые очень сложны относительно большинства родственных человеку млекопитающих и приматов. В голосе выражается эмоциональное состояние человека: рассерженость, удивление, радость и т. п. Формирование  голоса у человека связано с переходом к прямохождению и развитием речи. Слух, развиваясь параллельно голосу, предрасположен наиболее чётко слышать и детально распознавать частотный спектр именно модуляций и фонем человеческого голоса,
Люди имеют голосовые складки, которые могут растягиваться и сжиматься, менять свою толщину; человек может произвольно менять давление воздуха, интенсивность воздушного потока, подаваемого на голосовые связки. Форма грудной клетки, гортани, положение языка, степень натяжения других мышц может изменяться. Результатом любого из этих действий будет изменения в высоте, силе, тембре, регистре (механизме работы гортани, по Емельянову), чёткости, эмоциональной окраске извлекаемого звука. На качество голоса влияют общее физическое самочувствие человека, осанка, настроение, эмоциональное состояние и др.
При изменении объёма и формы полостей-резонаторов (рот, глотка) голос человека приобретает фонетические свойства различных речевых гласных, а при пении — особый певческий тембр, громкость, полётность и другие качества, которые объясняет резонансная теория пения.